# Dschang
Dschang (chiamata anche Chang,Djang,Tchang,Dchang) è la capitale del dipartimento di Menoua, in Camerun.
Antica capitale Bamiléké, la città di Dschang è oggi il capoluogo della Menoua, uno degli otto distretti in cui è diviso l’Ovest del Camerun.

## Storia
Il primo occidentale a mettere piede qui fu l’esploratore tedesco Eugen Zintgraff nel 1895, nel corso della spedizione di conquista che, dopo la batosta subita dalle truppe di Bismarck ai piedi del monte Camerun nel 1891, porterà la Germania a controllare l’intero paese nel 1902. La parte più antica del nucleo urbano venne quindi edificata tra il 1903 e il 1907.
Con lo scoppio della Grande Guerra, cruenta nelle colonie almeno quanto nella Vecchia Europa, la città viene strappata ai tedeschi dalle truppe britanniche nel 1915. Fino al 1919 sarà amministrata in sostanziale condominio da inglesi e francesi. Con il trattato di Versailles, dal 1920 Dschang diventa parte dei 4/5 del paese annessi alla Francia - l’altro 5°, nel Nord Ovest, diventa britannico - e lo resterà fino al 1º gennaio del 1960, data in cui attraverso un referendum indetto dall’Onu il Camerun ottiene l’indipendenza.
Come nella maggior parte del paese, a Dschang si avverte ancora una forte impronta sociopolitica e culturale francese. Anche perché, a differenza dei tedeschi, mai accettati dalla popolazione soprattutto per i loro metodi cruenti, i francesi riuscirono a praticare una politica di assimilazione particolarmente efficace. Si impegnarono in prima battuta a cancellare sistematicamente ogni traccia della dominazione tedesca, riscuotendo automaticamente una sostanziale simpatia che li aiutò non poco a far accettare ai nativi il divieto dell’insegnamento delle lingue autoctone. La Francia si impegnò inoltre nella realizzazione delle prime infrastrutture, come la ferrovia Douala-Yaoundé e la rete stradale, incrementando inoltre lo sfruttamento delle grandi piantagioni di cacao, banane, caffè, palme da olio, tabacco e caucciù.
Il retaggio dell’architettura coloniale francese si ritrova oggi nei palazzi delle principali istituzioni di Dschang quali l’ospedale, il palazzo di giustizia, la prefettura, il quartiere amministrativo, la prigione e il famoso Centre Climatique, che, grazie all’ottima qualità dei servizi offerti e alla davvero incantevole cornice in cui sono incastonati i suoi bungalow, è considerato uno dei migliori residence turistici non solo del Camerun.
Dal 2003 Dschang è gemellata con Vasanello, in Provincia di Viterbo. Nel 2012, alla presenza dell’allora Presidente della Regione Lazio Renata Polverini, in questa piccolo borgo medievale di poco più di 4mila abitanti è stata inaugurata la Casa della cultura camerunense, l’unica al mondo fuori dal paese africano. Su questo per certi versi incredibile sodalizio, che vede coinvolte istituzioni ed enti ai più alti livelli, è stato realizzato il documentario Cittadini del mondo (2012 - sceneggiatura e regia Ardelio Loppi, montaggio Angelo Munzi).